# Kovács Zalán László

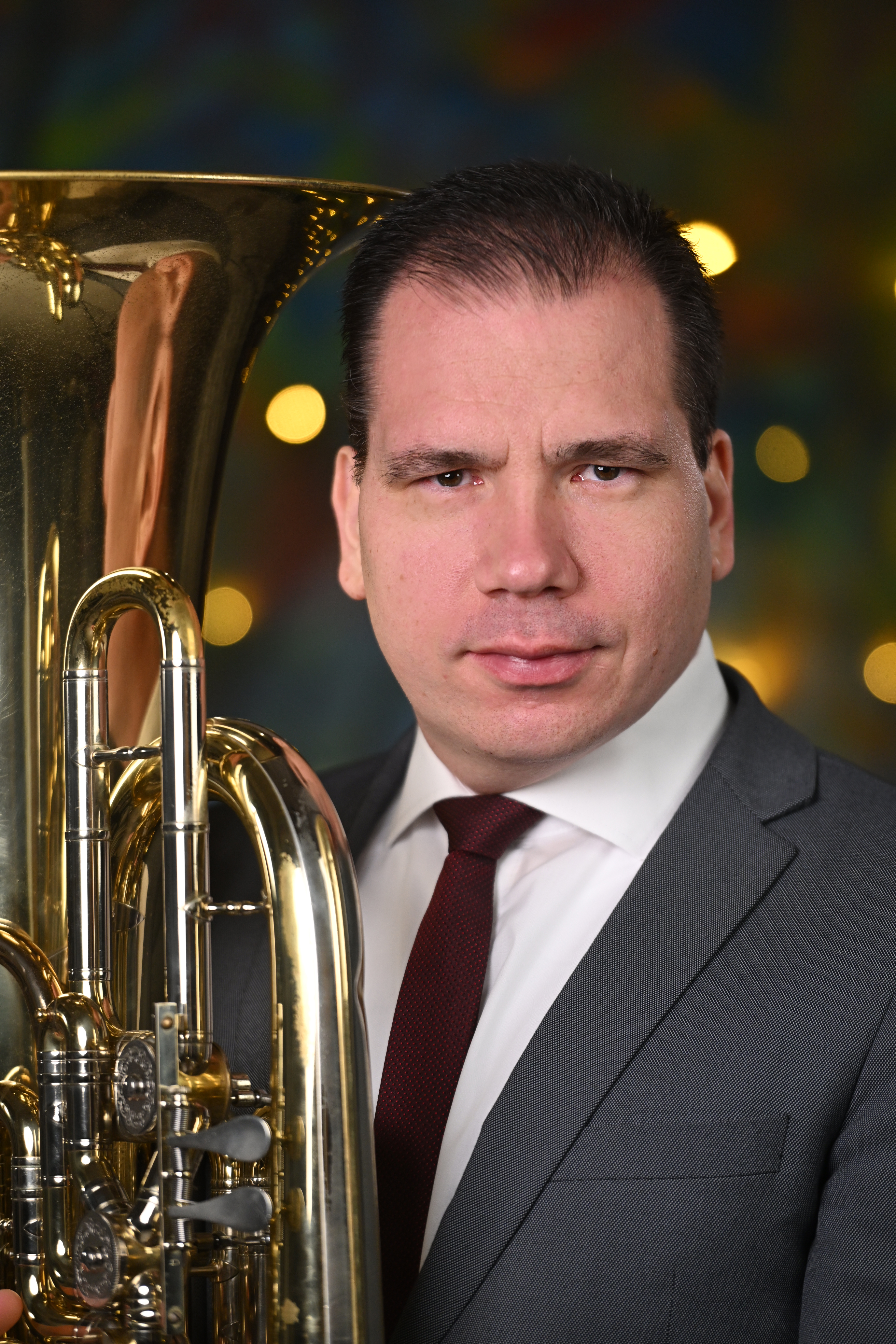
Kovács Zalán László tubaművész

Kovács Zalán László (Siklós, 1984. február 27. –) tubaművész, tanár.
Rendszeresen koncertezik szólistaként és kamarazenészként. Az Egressy Béni Református Művészeti Szakgimnázium igazgatója. Számos fesztivál és program vezetője. 2015-ben indította el a Bach Mindenkinek Fesztivált, 2016-ban pedig a Nemzetközi Fúvós Napok Fesztivált, amelyeknek azóta is igazgatója.

## Családja
Református lelkész család legfiatalabb, ötödik gyermeke. Anyai nagyszülei és apai nagyapja is református lelkészek voltak. Szülei, Kovács Hajnalka (1940-2013) és Kovács Emil (1936-2008) is református lelkészek voltak. Négy testvére van. Dr. Kovács Zsuzsanna (1965) belgyógyász, háziorvos, Dr. Kovács Levente (1966) közgazdász, egyetemi tanár, Kovács Dávid Emil (1968) református lelkész, Kovács Botond Árpád (1971) református lelkész.
Két gyermeke van. Kovács Zalán Sándor (2016) és Kovács Villő Hajnalka (2019).

## Pályafutása

### Zenei tanulmányok
Kisgyermek korában első zenetanára édesapja volt, aki otthon zongorázni és citerázni tanította. Óvodás korában kezdett el a Siklósi Zeneiskolában zenét tanulni, majd 1990-ben hegedűn játszani. 1991-ben szüleit Magyarbólyból a Békési Református Gyülekezet hívta meg lelkipásztornak, így a Békési Zeneiskolában folytatta a zenei tanulmányait. Először furulyán, majd tanára, Báthori Zoltán biztatására rézfúvós hangszereken játszott. Szülei 1994-ben Budapestre költöztek, a Budapest-Külsőjózsefvárosi Református Egyházközség lelkészei lettek. A Ferencvárosi Ádám Jenő zeneiskolában 1995-ben folytatta a rézfúvós játékot. Tanára, Vass Imre javaslatára 1997-ben kezdett el tubán játszani. A 2001-től a Bartók Béla Zeneművészeti Szakgimnáziumban Koppányi Zsolt tubaművész, 2005-től a Liszt Ferenc Zeneművészeti Egyetemen Szabó László tubaművész volt a tanára. A művészi diplomája megszerzése előtt, 2009-től a Hochschule für Musik und Theater München ösztöndíjas tanulója volt Josef Steinböck tubaművész osztályában.

### Versenysikerek
Számos nemzetközi versenyen lett díjazott Magyarország mellett Csehországban, Horvátországban, Olaszországban és Szlovéniában. Szólistaként négy nemzetközi versenyt nyert meg, kamarazenészként a Cantores Ecclesiae Rézfúvós Együttessel és Bábel Klára hárfaművésszel két első, egy második és egy harmadik díjat szerzett.

## Fesztiváljai

### Bach Mindenkinek Fesztivál
A Bach Mindenkinek Fesztivált 2015-ben indította el Kovács Zalán László, melynek azóta is igazgatója. A fesztivál egy évente megrendezésre kerülő rendezvény, amely Johann Sebastian Bach műveit népszerűsíti széles közönség számára. A fesztivál során többek között koncertsorozatok, interaktív előadások és gyermekprogramok várják a látogatókat. A programokat a Kárpát-medence és a diaszpóra magyarság különböző városaiban tartják, így mindenki könnyen hozzáférhet a rendezvényhez. A rendezvény ötvözi a hagyományos koncerttermeket és a közösségi eseményeket, hozzájárulva a klasszikus zene népszerűsítéséhez és a kulturális örökség megőrzéséhez.

### Nemzetközi Fúvós Napok Fesztivál
A Nemzetközi Fúvós Napok Fesztivál 2016-ban indult el Tolna vármegyében Pakson és környékén Kovács Zalán László vezetésével. A Tolna vármegyében, Pakson és környékén minden év augusztusában megrendezésre kerülő fesztivál célja a fúvószene népszerűsítése, amelyet zenei táborok, koncertek és workshopok keretében valósítanak meg. A fesztivál koncertjei és szaktáborai számos nemzetközi művész részvételével valósulnak meg.

### Sursum Corda Fesztivál
A Sursum Corda Fesztivál 2000-ben Hegedűs Endre Kossuth-díjas zongoraművész és Hegedűs Katica zongoraművész vezetésével kezdődött el Budafok-Tétényben. A fesztivál célja, hogy nyáresti hangversenyekkel gazdagítsa a helyi közösség kulturális életét. A rendezvényen hazai és nemzetközi művészek lépnek fel, változatos műfajú előadásokkal. A fesztivál vezetését 2024-ben vette át Kovács Zalán László.

## Díjai
- 2024 Magyar Ezüst Érdemkereszt[7]
- 2024 Apáczai Csere János-díj[8]
- 2024 Budafok-Tétény Önkormányzata elismerő díja
- 2024 Artisjus-díj[9]
- 2023 Dizseri Tamás-díj
- 2019 Az Országos Rendőrfőkapitány kulturális kitüntetése
- 2019 Magyar Fesztivál Szövetség “Beke Pál“ nívódíja[10]